# Mirza Bašić
Mirza Bašić (pronunciat bâʃitɕ; Sarajevo, 12 de juliol de 1991) és un tenista professional bosnià. És membre de l'equip bosnià de la Copa Davis.
Bašić va disputar el seu primer torneig de Grand Slam després de classificar-se per la fase final de l'Open d'Austràlia de 2016, convertint-se en el segon jugador masculí bosnià en arribar en un Grand Slam, després de Damir Džumhur.
El 2018, Bašić va guanyar el seu primer torneig ATP després d'adjudicar-se el Torneig de Sofia.

## Palmarès

### Individual: 1 (1−0)
| Llegenda                          |
| --------------------------------- |
| Grand Slams (0−0)                 |
| ATP Finals (0−0)                  |
| ATP World Tour Masters 1000 (0−0) |
| ATP World Tour 500 (0−0)          |
| ATP World Tour 250 (1−0)          |

| Títols per superfície |
| --------------------- |
| Dura (1−0)            |
| Gespa (0−0)           |
| Terra batuda (0−0)    |

| Resultat  | V-D | Data                 | Torneig         | Superfície | Oponent      | Marcador                |
| --------- | --- | -------------------- | --------------- | ---------- | ------------ | ----------------------- |
| Guanyador | 1-0 | 11 de febrer de 2018 | Sofia, Bulgària | Dura (i)   | Marius Copil | 7–6(8–6), 6–7(4–7), 6–4 |